# 2357 Phereclos
A 2357 Phereclos (ideiglenes jelöléssel 1981 AC) egy kisbolygó a Naprendszerben. Edward L. G. Bowell fedezte fel 1981. január 1-jén.